# Mosaico di foresta e savana
Il mosaico di foresta e savana è un ecotono di transizione tra le foreste di latifoglie umide tropicali dell'Africa equatoriale e le savane e le aree boschive aperte più aride a nord e a sud della cintura forestale. Il mosaico di foresta e savana è costituito da foreste più secche, spesso a galleria, intervallate da savane e praterie aperte.

## Ecoregioni
Il WWF riconosce cinque ecoregioni di mosaico di foresta e savana:
- il mosaico di foresta e savana della Guinea è l'ambiente di transizione tra le foreste umide della Guinea e la savana sudanese occidentale. Si estende dal Senegal ad ovest all'altopiano occidentale del Camerun ad est. Il corridoio del Dahomey è una regione di Togo e Benin dove il mosaico di foresta e savana si spinge fino alla costa, separando le foreste dell'Alta Guinea ad ovest da quelle della Bassa Guinea ad est[1];
- il mosaico di foresta e savana del Congo settentrionale è situato tra la foresta del Congo dell'Africa centrale e la savana sudanese orientale. Si estende dall'altopiano occidentale del Camerun ad ovest e la Rift Valley ad est, coprendo parti di Camerun, Repubblica Centrafricana, Repubblica Democratica del Congo e Sudan del Sud sud-occidentale[2];
- il mosaico di foresta e savana del Congo occidentale è situato a sud-ovest della cintura forestale del Congo, coprendo parti di Gabon meridionale, Repubblica del Congo meridionale, Repubblica Democratica del Congo occidentale e Angola nord-occidentale[3];
- il mosaico di foresta e savana del Congo meridionale è situato ad est del mosaico di foresta e savana del Congo occidentale nella Repubblica Democratica del Congo, separando la foresta del Congo a nord dai boschi di miombo a sud[4];
- il mosaico di foresta e savana del bacino del lago Vittoria si trova ad est e a nord del lago Vittoria, in Africa orientale, ed è circondato ad est e ad ovest dalle foreste di montagna degli archi occidentale e orientale della Rift Valley. L'ecoregione copre gran parte dell'Uganda, estendendosi fino alle aree limitrofe di Kenya occidentale, Tanzania nord-occidentale e Ruanda orientale.

## Flora
Questa fascia di savane marginali confinanti con la foresta densa a carattere secco si estende dalla costa atlantica della Guinea al Sudan del Sud, in corrispondenza con una zona climatica a piovosità relativamente alta, fra 800 e 1400 mm. È un complesso spesso inestricabile di foreste secondarie e di savane miste, derivato da intensa azione di erosione delle foreste primarie mediante il fuoco e il dissodamento. La vegetazione cessa di aver carattere sempreverde, e diventa sempre più stagionale. Una specie di acacia, la Faidherbia albida, contrassegna, con la sua distribuzione geografica, l'area guineense delle savane insieme con l'area della foresta-savana, arborea e arbustiva, e a buona parte della foresta densa secca a prevalenti caducifoglie.
Si ripete a sud dell'area forestale equatoriale una fascia consimile in analoghe condizioni. Un tipico esempio è caratterizzato dal «miombo» dell'Africa centro-orientale caratterizzato da vegetazione legnosa a Isoberlinia (I. doka, I. tomentosa), Combretum, Uapaca, Monotes. Quasi senza eccezione si tratta di formazioni secondarie di foresta-savana. La vegetazione erbacea è rigogliosa con specie di Pennisetum («erba degli elefanti») alte anche fino a 2 m, talora 3 m, che si associano ad Imperata, Hyparrhenia, Andropogon, a costituire la «savana ad alte erbe».
Questa fascia è anche il luogo ove si espandono rigogliose le foreste a galleria come prolungamenti di aspetti di foresta umida primaria e secondaria nel dominio delle savane. Anche sulle montagne, infine, può presentarsi una zona molto simile; ad esempio nell'acrocoro etiopico, cioè nella parte inferiore del «degà», con caratteristica presenza della Vachellia abyssinica.